# Maximilian Reinganum
Maximilian Reinganum (* 31. Dezember 1798 in Frankfurt am Main; † 22. Juni 1878 ebenda) war ein deutscher Jurist, Politiker und Publizist.

## Leben und Werk

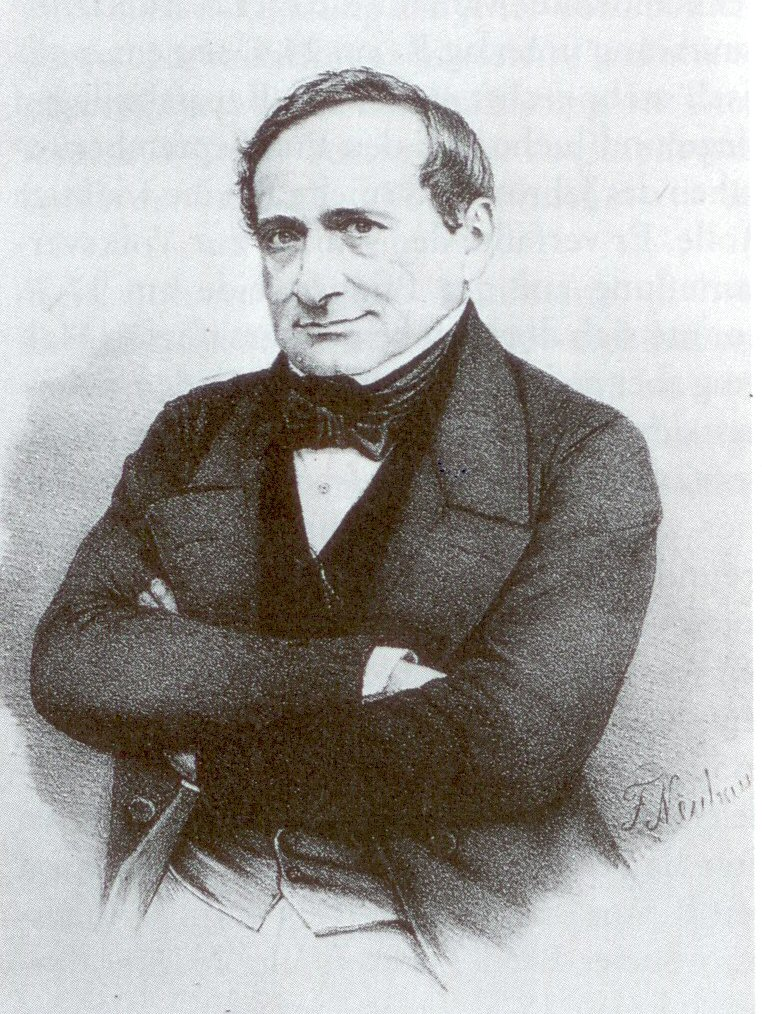
Maximilian Reinganum

Reinganum wurde als Kind jüdischer Eltern in der Frankfurter Judengasse geboren, wo die Familie seit ca. 1700 ansässig war. Sie stammte ursprünglich aus Rheingönheim, was in der mundartlichen Verballhornung zu Reinganum wurde.
Maximilians Vater Wolf Herz Reinganum (1756–1828) war Lotterieeinnehmer und kam auf diese Weise zu Wohlstand. Nach der Emanzipation der Frankfurter Juden durch Großherzog Carl Theodor von Dalberg 1811 konnte er das Frankfurter Bürgerrecht erwerben.
Maximilian besuchte ab 1812 als einer der ersten Juden das Frankfurter Gymnasium und studierte ab 1816 Rechtswissenschaften in Göttingen, später in Heidelberg. 1818 schloss er sich der Alten Heidelberger Burschenschaft an. Mit 19 Jahren erreichte er im August 1818 den juristischen Doktorgrad und richtete ein Gesuch an den Senat der Freien Stadt Frankfurt auf Zulassung zur Advocatur. Dieses Gesuch und auch ein weiteres blieben jedoch ohne Antwort, da die Freie Stadt Frankfurt in der Konstitutionsergänzungsakte die rechtliche Gleichstellung der Juden wieder aufgehoben hatte. Reinganum ließ sich daraufhin im Mai 1821 taufen und wurde Mitglied der evangelischen Kirche, woraufhin ihn der Senat unter Auflagen als Advokat zuließ.
Er war ein Freund Ludwig Börnes, den er in juristischen Angelegenheiten vertrat, und setzte sich zeitlebens für die Gleichberechtigung der jüdischen Bürger ein, die erst 1864 vollendet wurde.
Seit 1822 war er Mitglied der Bücherinspektion der Frankfurter Stadtbibliothek. 1827 heiratete er Pauline geb. Hirsch. Als begabter Jurist, der seit 1830 auch Hausjurist der angesehenen Familie Rothschild war, erwarb er sich bald große Anerkennung und gehörte zu den erfolgreichsten Frankfurter Advokaten. Seit 1830 engagierte er sich auch politisch; er gehörte mit Unterbrechungen bis zur preußischen Annexion 1866 der Gesetzgebenden Versammlung und auch der Ständigen Bürgerrepräsentation (bis 1848) an und gab ab 1832 gemeinsam mit Georg Aquilin Rapp die halbamtlichen Frankfurter Jahrbücher heraus. In zahlreichen politischen Prozessen vertrat er die demokratischen Kräfte und die Freiheit der Presse, die nach dem Frankfurter Wachensturm von 1833 unter zunehmendem Druck durch die pressefeindlichen Beschlüsse des in Frankfurt tagenden Bundestages standen.

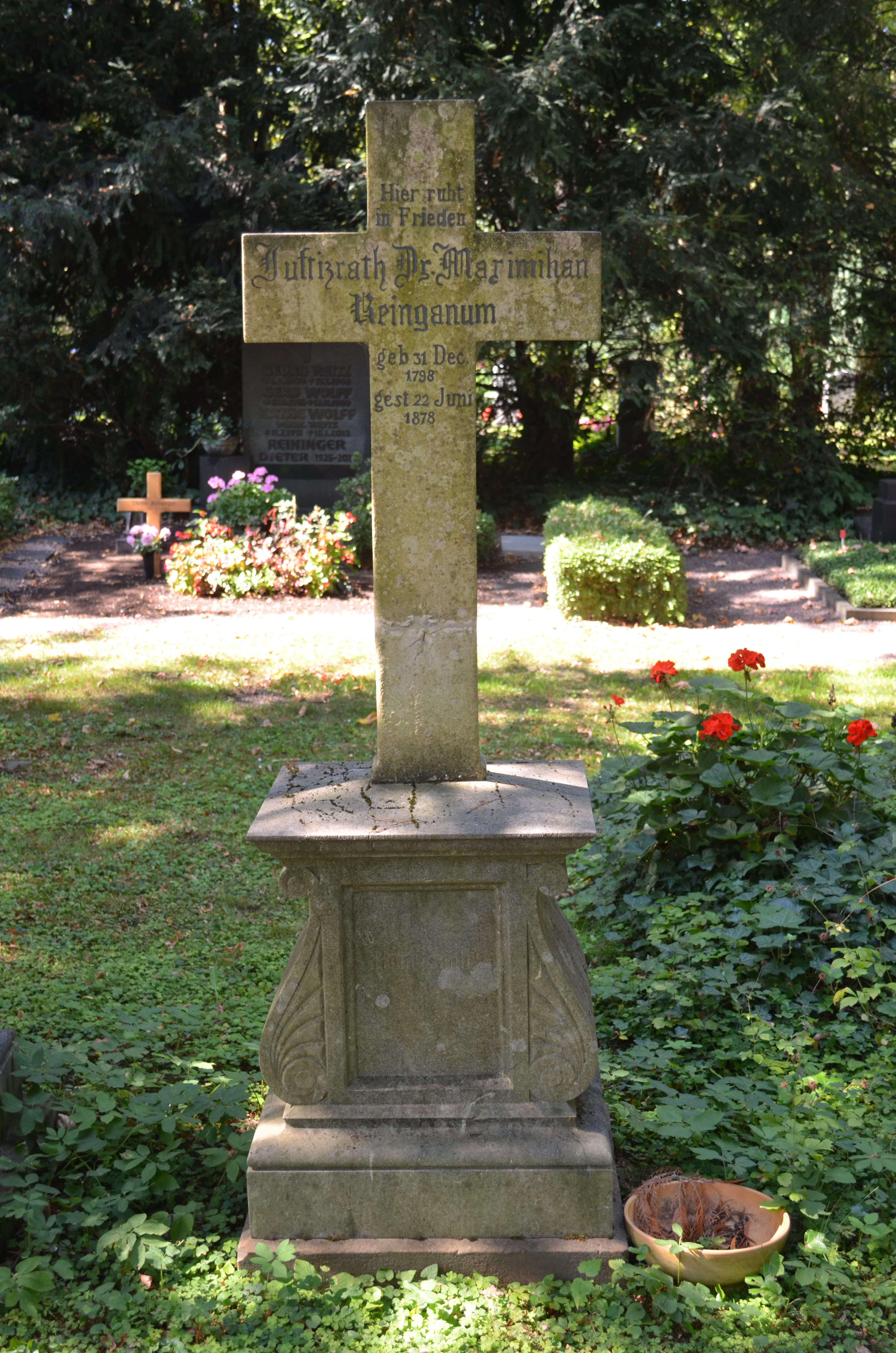
Grab von Maximilian Reinganum

1845 wurde er Mitbegründer und einer der Wortführer des Montagskränzchens, eines Zusammenschlusses der radikaldemokratischen politischen Vereine Frankfurts. Im März 1848 war Reinganum Mitglied des Vorparlaments in der Frankfurter Paulskirche. Die am 24. April 1848 stattfindende Wahl des Frankfurter Vertreters für die Nationalversammlung verlor er jedoch gegen seinen eher gemäßigten Standeskollegen Friedrich Siegmund Jucho. Reinganum wurde Mitglied der Constituierenden Versammlung der Freien Stadt Frankfurt.
Nach dem Scheitern der Revolution und der Auflösung der Konstituante im Januar 1850 wandte er sich der Handelspolitik zu. Als Konsulent der Frankfurter Handelskammer und der 1854 gegründeten Frankfurter Bank vertrat er die Stadt bis 1874 auf mehreren deutschen Handelstagen. Nach der Annexion der Freien Stadt durch Preußen wurde er von 1867 bis zu seinem Tod Stadtverordneter.
1862 wurde er Herausgeber von Börnes Gesammelten Werken. Sein letzter öffentlicher Auftritt war anlässlich der Einweihung des Frankfurter Börnedenkmals 1877. Er starb am 22. Juni 1878 in Frankfurt und wurde am 25. Juni 1878 auf dem Frankfurter Hauptfriedhof begraben.
Nach ihm ist die Reinganumstraße im Ostend benannt.

## Werke
- De Constituta Pecunia, Praesertim Cum Quis Suo Nomine Constituat. Commentatio Inauguralis. Scripsit Maximilianus Reinganum. Heidelberg 1819 (Dissertation) Digitalisat
- Uebersicht der politischen Geschichte des Mittelalters. Warentrapp, Frankfurt am Main 1822. MDZ Reader
- Protestation deutscher Bürger für Preßfreiheit in Deutschland. F. König, Hanau 1832.
- (Hrsg.): Ludwig Börne: Gesammelte Schriften. Neue vollständige Ausgabe. 12 Bände. Hoffmann & Campe, Hamburg / Rütten & Lönig, Frankfurt a. M. 1862.